# Mortes em fevereiro de 2022
Mortes em 2022: ← Janeiro – Fevereiro – Março – Abril – Maio – Junho – Julho – Agosto – Setembro – Outubro – Novembro – Dezembro →
Esta é uma relação de pessoas notáveis que morreram durante o mês de fevereiro de 2022, listando nome, nacionalidade, ocupação e ano de nascimento.

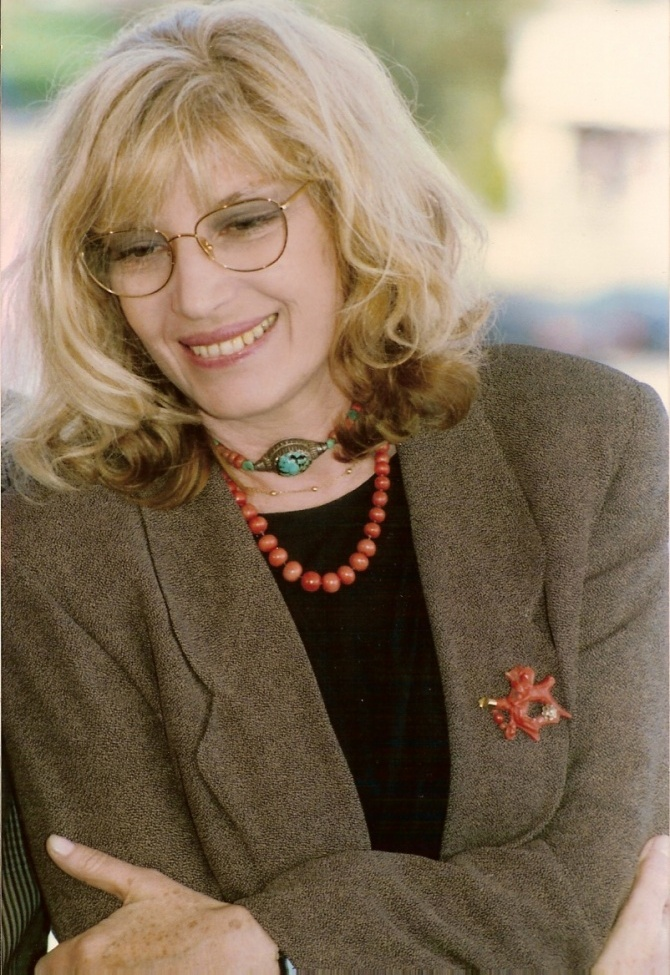
Monica Vitti, atriz italiana.

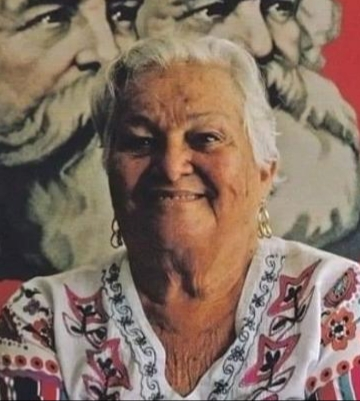
Maria Prestes, militante brasileira.

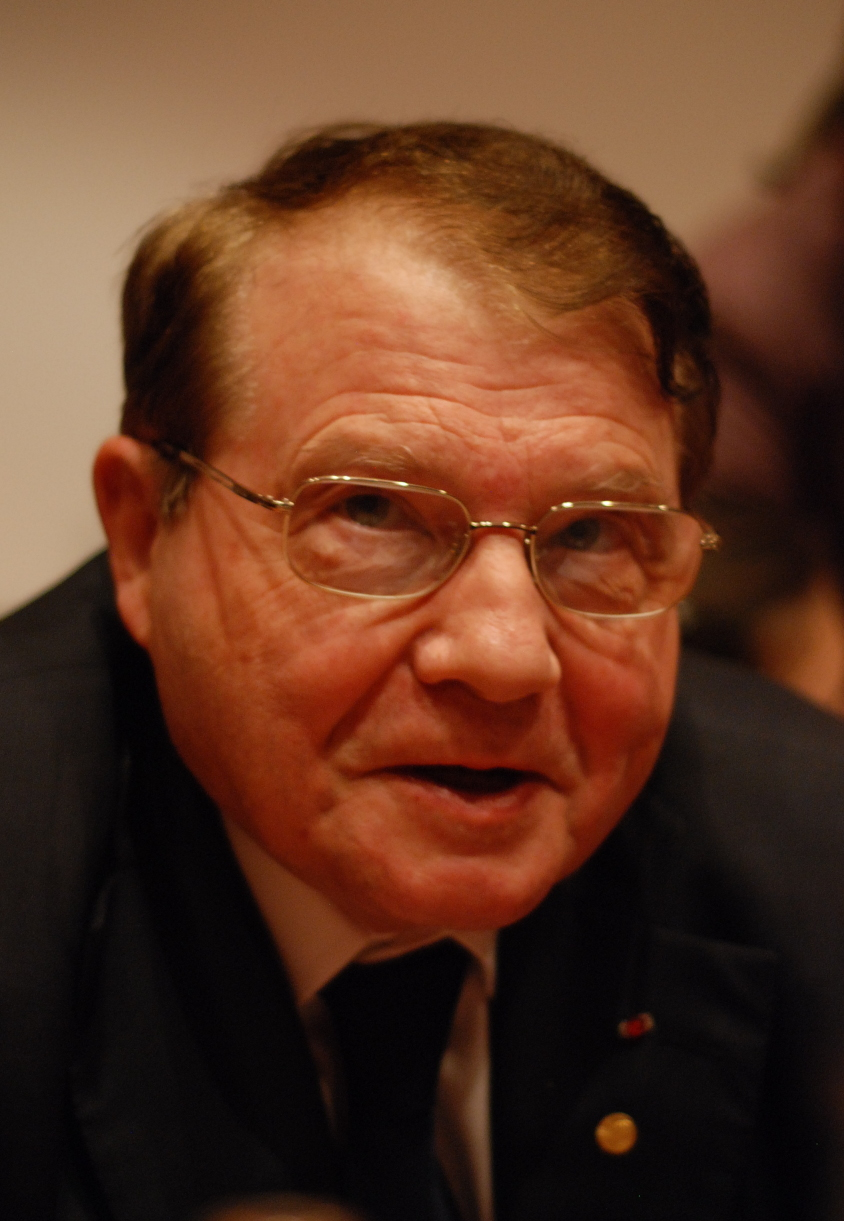
Luc Montagnier, virologista francês.

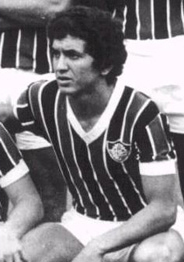
Lula, futebolista brasileiro.

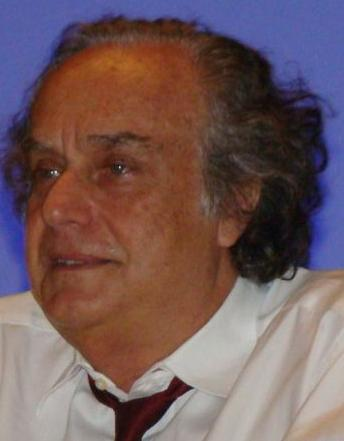
Arnaldo Jabor, cineasta, jornalista e escritor brasileiro.

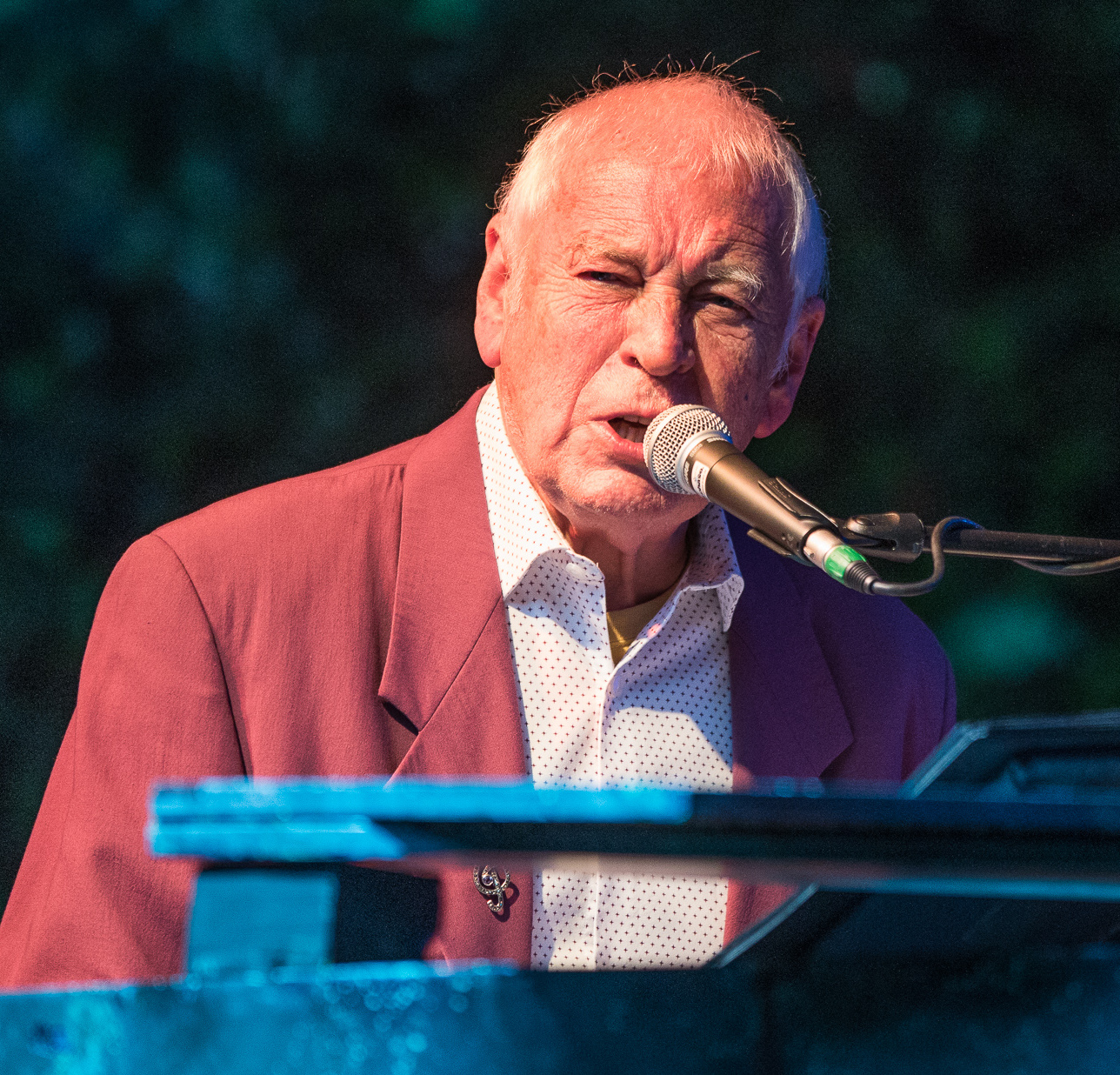
Gary Brooket, músico britânico.

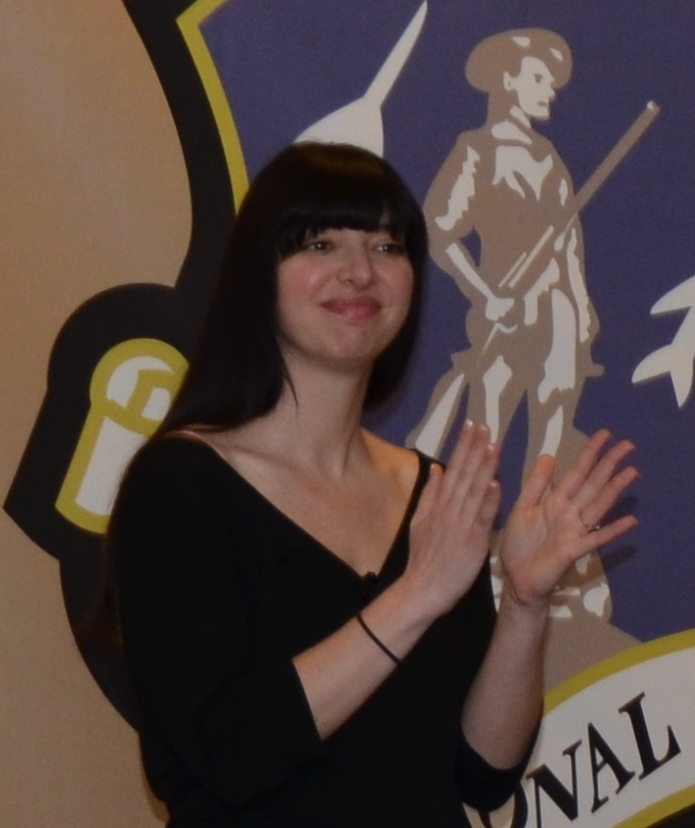
Lindsey Pearlman atriz estadunidense.

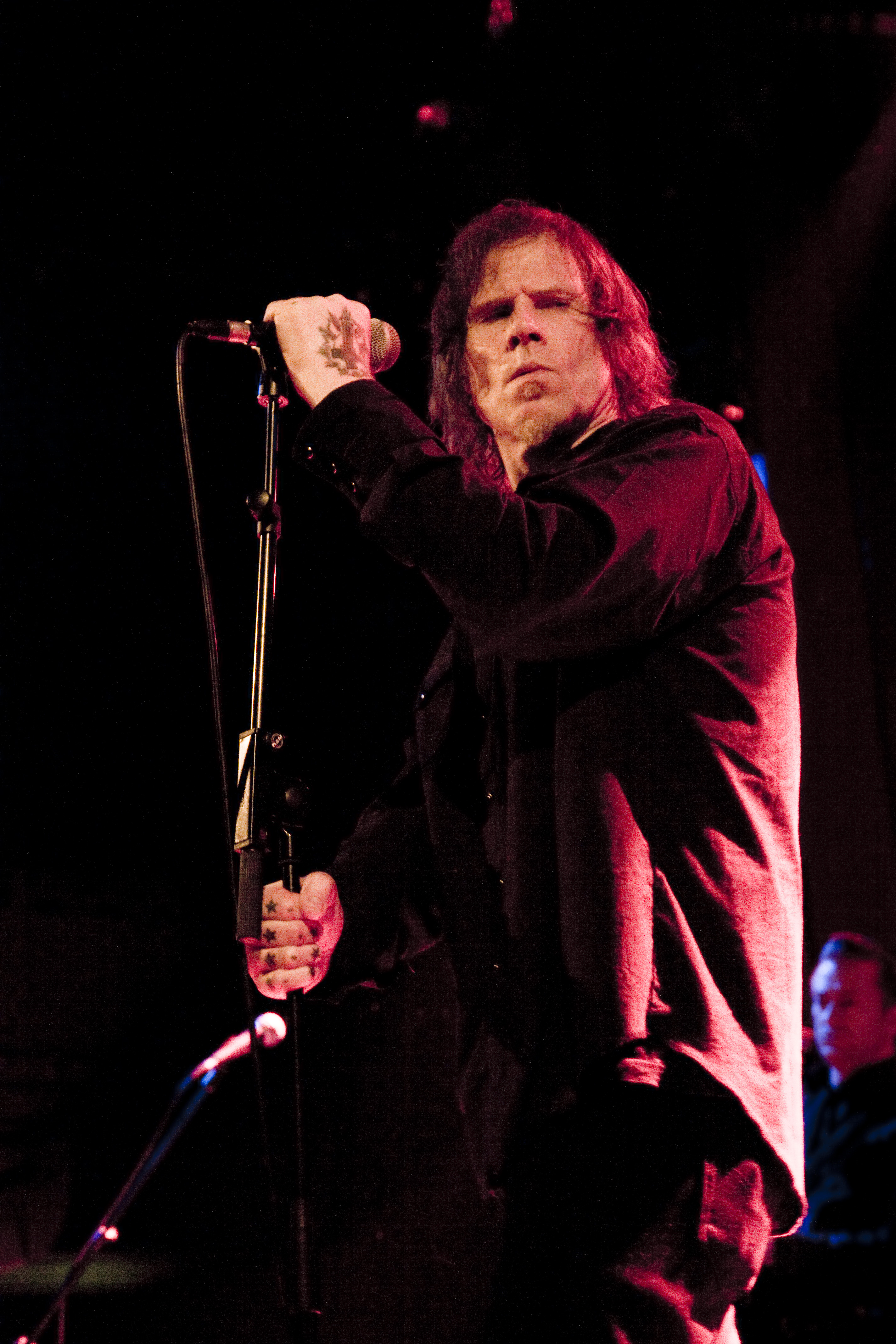
Mark Lanegan, cantor estadunidense.

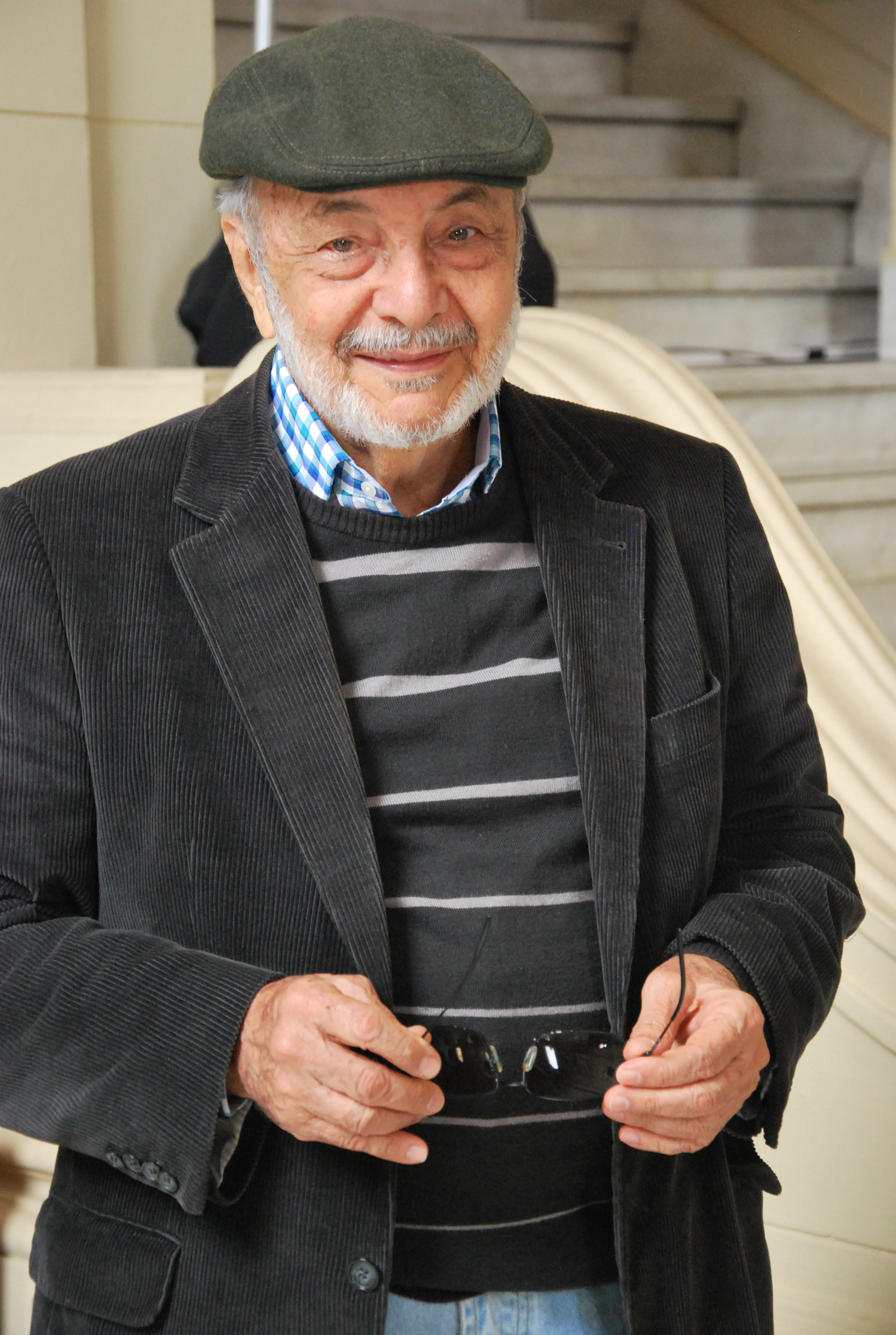
Geraldo Sarno, roteirista brasileiro.

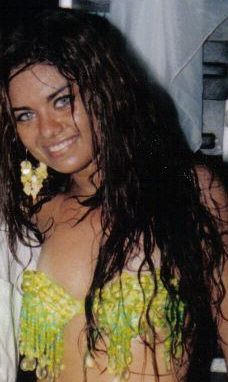
Paulinha Abelha, cantora brasileira.

| Dia | Nome                              | Profissão ou motivo de reconhecimento | Nacionalidade                | Nasc. | Ref     |
| --- | --------------------------------- | ------------------------------------- | ---------------------------- | ----- | ------- |
| 1   | Shintarō Ishihara                 | Político e escritor                   | Japão                        | 1932  | [ 1 ]   |
| 1   | Isaac Bardavid                    | Ator e dublador                       | Brasil                       | 1931  | [ 2 ]   |
| 1   | Antonio Ortega Franco             | Prelado                               | México                       | 1941  | [ 3 ]   |
| 2   | Monica Vitti                      | Atriz                                 | Itália                       | 1931  | [ 4 ]   |
| 2   | Tilden Santiago                   | Político                              | Brasil                       | 1941  | [ 5 ]   |
| 2   | Bill Fitch                        | Treinador de basquetebol              | Estados Unidos               | 1934  | [ 6 ]   |
| 2   | Bruno Barroso                     | Ator e modelo                         | Brasil                       | 1955  | [ 7 ]   |
| 3   | Christos Sartzetakis              | Político e juiz                       | Grécia                       | 1929  | [ 8 ]   |
| 3   | Abu Ibrahim al-Hashimi al-Qurashi | Terrorista                            | Iraque                       | 1976  | [ 9 ]   |
| 3   | Dieter Mann                       | Ator                                  | Alemanha                     | 1941  | [ 10 ]  |
| 3   | Lauro António                     | Cineasta                              | Portugal                     | 1942  | [ 11 ]  |
| 3   | Francisco Raúl Villalobos Padilla | Prelado                               | México                       | 1921  | [ 12 ]  |
| 3   | Janė Narvilienė                   | Política                              | Lituânia                     | 1945  | [ 13 ]  |
| 4   | Gerasime Nicolas Bozikis          | Jogador de basquete e dirigente       | Grécia/ Brasil               | 1943  | [ 14 ]  |
| 4   | Emília Barreto                    | Miss Brasil                           | Brasil                       | 1934  | [ 15 ]  |
| 4   | Maria Prestes                     | Militante                             | Brasil                       | 1930  | [ 16 ]  |
| 4   | Piter                             | Futebolista                           | Brasil                       | 1940  | [ 17 ]  |
| 4   | Ana Carmen Macri                  | Política                              | Argentina                    | 1916  | [ 18 ]  |
| 5   | Ivan Kučírek                      | Ciclista                              | Chéquia/ Tchecoslováquia     | 1946  | [ 19 ]  |
| 5   | Tom Prince                        | Fisiculturista                        | Estados Unidos               | 1969  | [ 20 ]  |
| 5   | Eneas Salati                      | Agrônomo e professor                  | Brasil                       | 1933  | [ 21 ]  |
| 5   | Paulo José Lisboa                 | Assassino em série                    | Brasil                       | 1967  | [ 22 ]  |
| 5   | Angélica Gorodischer              | Escritora                             | Argentina                    | 1928  | [ 23 ]  |
| 6   | Lata Mangeshkar                   | Cantora                               | Índia                        | 1929  | [ 24 ]  |
| 6   | Ronnie Hellström                  | Futebolista                           | Suécia                       | 1949  | [ 25 ]  |
| 6   | George Crumb                      | Compositor                            | Estados Unidos               | 1929  | [ 26 ]  |
| 6   | Alice Moretti                     | Política                              | Suíça                        | 1921  | [ 27 ]  |
| 6   | Maria Carrilho                    | Política                              | Portugal                     | 1943  | [ 28 ]  |
| 7   | Fábio Zambiasi                    | Futebolista                           | Brasil                       | 1966  | [ 29 ]  |
| 8   | Sérgio Barcelos                   | Engenheiro, empresário e político     | Brasil                       | 1943  | [ 30 ]  |
| 8   | Hélio Rosas                       | Político                              | Brasil                       | 1929  | [ 31 ]  |
| 8   | Bill Lienhard                     | Basquetebolista                       | Estados Unidos               | 1930  | [ 32 ]  |
| 8   | Luc Montagnier                    | Virologista                           | França                       | 1932  | [ 33 ]  |
| 9   | Betty Davis                       | Cantora                               | Estados Unidos               | 1945  | [ 34 ]  |
| 9   | Jaime Serra                       | Político                              | Portugal                     | 1921  | [ 35 ]  |
| 9   | Nora Nova                         | Cantora                               | Bulgária/ Alemanha           | 1928  | [ 36 ]  |
| 9   | Super Muñeco                      | Lutador                               | México                       | 1962  | [ 37 ]  |
| 9   | Jan Magiera                       | Ciclista                              | Polónia                      | 1938  | [ 38 ]  |
| 9   | Remo Usai                         | Maestro e compositor                  | Brasil                       | 1928  | [ 39 ]  |
| 10  | Nikolay Manoshin                  | Futebolista                           | União Soviética/ Rússia      | 1938  | [ 40 ]  |
| 10  | Eduard Kukan                      | Político                              | Checoslováquia/ Eslováquia   | 1939  | [ 41 ]  |
| 10  | Mino Milani                       | Jornalista e escritor                 | Itália                       | 1928  | [ 42 ]  |
| 11  | Luís Ribeiro Pinto Neto           | Futebolista                           | Brasil                       | 1946  | [ 43 ]  |
| 11  | Hugo Torres Jiménez               | Guerrilheiro                          | Nicarágua                    | 1948  | [ 44 ]  |
| 11  | Fernando Braga                    | Escritor e poeta                      | Brasil                       | 1944  | [ 45 ]  |
| 12  | Antoni Vadell Ferrer              | Prelado                               | Espanha                      | 1972  | [ 46 ]  |
| 12  | Moldomusa Kongantiyev             | Político                              | União Soviética/ Quirguistão | 1958  | [ 47 ]  |
| 12  | Luiz Ribeiro                      | Jornalista e radialista               | Brasil                       | 1959  | [ 48 ]  |
| 12  | João Carlos Di Genio              | Empresário e médico                   | Brasil                       | 1939  | [ 49 ]  |
| 12  | Ivan Reitman                      | Cineasta                              | Eslováquia/ Canadá           | 1946  | [ 50 ]  |
| 12  | Edmur Mesquita                    | Político                              | Brasil                       | 1954  | [ 51 ]  |
| 13  | Halyna Sevruk                     | Artista                               | União Soviética/ Ucrânia     | 1929  | [ 52 ]  |
| 14  | Borislav Ivkov                    | Enxadrista                            | Sérvia/ Iugoslávia           | 1933  | [ 53 ]  |
| 14  | Julio Morales                     | Futebolista                           | Uruguai                      | 1945  | [ 54 ]  |
| 14  | Charles Yohane                    | Futebolista                           | Zimbabwe                     | 1973  | [ 55 ]  |
| 15  | Arnaldo Jabor                     | Cineasta, jornalista e escritor       | Brasil                       | 1940  | [ 56 ]  |
| 15  | Youhanna Golta                    | Clérigo                               | Egito                        | 1937  | [ 57 ]  |
| 15  | P. J. O'Rourke                    | Jornalista                            | Estados Unidos               | 1947  | [ 58 ]  |
| 15  | Artur Albarran                    | Jornalista                            | Portugal                     | 1947  | [ 59 ]  |
| 15  | Józef Zapędzki                    | Atirador esportivo                    | Polónia                      | 1929  | [ 60 ]  |
| 15  | Cláudio Antonio Jucá Santos       | Advogado, escritor e poeta            | Brasil                       | 1933  | [ 61 ]  |
| 16  | Luigi De Magistris                | Prelado                               | Itália                       | 1926  | [ 62 ]  |
| 16  | Oscar Bolão                       | Músico                                | Brasil                       | 1954  | [ 63 ]  |
| 16  | Michel Deguy                      | Escritor                              | França                       | 1930  | [ 64 ]  |
| 16  | Marcus Pitter                     | Cantor e compositor                   | Brasil                       | 1950  | [ 65 ]  |
| 16  | Gail Halvorsen                    | Oficial sênior                        | Estados Unidos               | 1920  | [ 66 ]  |
| 17  | Máté Fenyvesi                     | Futebolista                           | Hungria                      | 1933  | [ 67 ]  |
| 17  | Cândido Mendes                    | Professor e escritor                  | Brasil                       | 1928  | [ 68 ]  |
| 17  | David Brenner                     | Editor de cinema                      | Estados Unidos               | 1962  | [ 69 ]  |
| 18  | Héctor Pulido                     | Futebolista                           | México                       | 1942  | [ 70 ]  |
| 18  | Lindsey Pearlman                  | Atriz                                 | Estados Unidos               | 1978  | [ 71 ]  |
| 18  | François Gros                     | Biólogo                               | França                       | 1925  | [ 72 ]  |
| 18  | Maria da Paixão de Jesus          | Atriz e cantora                       | Brasil                       | 1953  | [ 73 ]  |
| 19  | Jean-Luc Brunel                   | Criminoso                             | França                       | 1946  | [ 74 ]  |
| 19  | Xavier Marc                       | Ator                                  | México                       | 1948  | [ 75 ]  |
| 19  | Gary Brooker                      | Músico                                | Reino Unido                  | 1945  | [ 76 ]  |
| 19  | Irma Rosnell                      | Política                              | Finlândia                    | 1927  | [ 77 ]  |
| 19  | Nightbirde                        | Cantora e compositora                 | Estados Unidos               | 1990  | [ 78 ]  |
| 20  | Aleksandr Sidorenko               | Nadador                               | Ucrânia/ União Soviética     | 1960  | [ 79 ]  |
| 20  | Francesca Tardioli                | Diplomata                             | Itália                       | 1965  | [ 80 ]  |
| 20  | Sam Henry                         | Músico                                | Estados Unidos               | 1956  | [ 81 ]  |
| 22  | Mark Lanegan                      | Cantor e compositor                   | Estados Unidos               | 1964  | [ 82 ]  |
| 22  | Geraldo Sarno                     | Roteirista e cineasta                 | Brasil                       | 1938  | [ 83 ]  |
| 22  | Jesús Tirso Blanco                | Prelado                               | Angola/ Argentina            | 1957  | [ 84 ]  |
| 22  | Ivan Dziuba                       | Escritor e político                   | Ucrânia                      | 1931  | [ 85 ]  |
| 23  | Ion Adrian Zare                   | Futebolista                           | Roménia                      | 1959  | [ 86 ]  |
| 23  | Paulinha Abelha                   | Cantora                               | Brasil                       | 1978  | [ 87 ]  |
| 23  | Antonietta Stella                 | Soprano                               | Itália                       | 1929  | [ 88 ]  |
| 23  | Carlos Barbosa-Lima               | Violonista                            | Brasil                       | 1944  | [ 89 ]  |
| 23  | Tatiana Birshtein                 | Física                                | Rússia/ União Soviética      | 1928  | [ 90 ]  |
| 23  | Britta Schall Holberg             | Política                              | Dinamarca                    | 1941  | [ 91 ]  |
| 23  | José Isidro Guerrero Macías       | Prelado                               | México                       | 1951  | [ 92 ]  |
| 24  | Mário Pais de Oliveira            | Escritor                              | Portugal                     | 1937  | [ 93 ]  |
| 24  | Vitaly Skakun                     | Militar                               | Ucrânia                      | 1996  | [ 94 ]  |
| 24  | Henry Lincoln                     | Escritor e ator                       | Reino Unido                  | 1930  | [ 95 ]  |
| 24  | Francisco Dias Alves              | Político                              | Brasil                       | 1936  | [ 96 ]  |
| 24  | Silva Resende                     | Jornalista e dirigente esportivo      | Portugal                     | 1925  | [ 97 ]  |
| 24  | Kathleen Nord                     | Nadadora                              | Alemanha                     | 1965  | [ 98 ]  |
| 24  | Walter Kaegi                      | Historiador e professor               | Estados Unidos               | 1937  | [ 99 ]  |
| 25  | José Carlos Sanches               | Ator                                  | Brasil                       | 1954  | [ 100 ] |
| 25  | Oleksandr Oksanchenko             | Militar                               | Ucrânia                      | 1968  | [ 101 ] |
| 25  | Laurel Goodwin                    | Atriz                                 | Estados Unidos               | 1942  | [ 102 ] |
| 26  | Danny Ongais                      | Automobilista                         | Estados Unidos               | 1942  | [ 103 ] |
| 27  | Veronica Carlson                  | Atriz e modelo                        | Reino Unido                  | 1944  | [ 104 ] |
| 27  | Harald Weinrich                   | Escritor e professor                  | Alemanha                     | 1927  | [ 105 ] |
| 27  | José Carlos Castanho de Almeida   | Bispo                                 | Brasil                       | 1930  | [ 106 ] |
| 27  | Ned Eisenberg                     | Ator                                  | Estados Unidos               | 1957  | [ 107 ] |
| 28  | Bhichai Rattakul                  | Político                              | Tailândia                    | 1926  | [ 108 ] |
| 28  | Abuzed Omar Dorda                 | Político                              | Líbia                        | 1944  | [ 109 ] |